# Кубок Сінгапуру з футболу 2017
Кубок Сінгапуру з футболу 2017 — 20-й розіграш кубкового футбольного турніру у Сінгапурі. Титул володаря кубка втретє поспіль здобув Альбірекс Ніїгата Сінгапур.

## Учасники
У турнірі взяли участь 12 учасників: 8 команд - з С.Ліги та 4 - запрошені з інших країн (Камбоджа та Філіппіни).

## Календар
| Раунд            | Дата                       | Матчі | Клуби  |
| ---------------- | -------------------------- | ----- | ------ |
| Попередній раунд | 29 травня - 21 червня 2017 | 4     | 12 → 8 |
| 1/4 фіналу       | 8-16 серпня 2017           | 8     | 8 → 4  |
| 1/2 фіналу       | 27/30 вересня 2017         | 4     | 4 → 2  |
| Фінал            |                            | 1     | 2 → 1  |

## Попередній раунд
| Команда 1           | Рахунок         | Команда 2         |
| ------------------- | --------------- | ----------------- |
| 29 травня 2017      |                 |                   |
| Ворріорс            | 1:4             | Боеунг Кет Ангкор |
| 1 червня 2017       |                 |                   |
| Балестьєр Халса     | 3:4             | Нагаворлд         |
| 20 червня 2017      |                 |                   |
| Хеган Юнайтед       | 1:0             | Керес-Негрос      |
| 21 червня 2017      |                 |                   |
| Гейланг Інтернешнел | 4:4 дч пен. 2:3 | Глобал            |

## 1/4 фіналу
| Команда 1         | Заг. | Команда 2                  | 1-й матч | 2-й матч |
| ----------------- | ---- | -------------------------- | -------- | -------- |
| 8/11 серпня 2017  |      |                            |          |          |
| Боеунг Кет Ангкор | 3:4  | Глобал                     | 1:3      | 2:1      |
| 10/13 серпня 2017 |      |                            |          |          |
| Тампінс Роверс    | 1:7  | Альбірекс Ніїгата Сінгапур | 1:5      | 0:2      |
| 11/14 серпня 2017 |      |                            |          |          |
| Хеган Юнайтед     | 8:1  | Нагаворлд                  | 4:1      | 4:0      |
| 13/16 серпня 2017 |      |                            |          |          |
| Бруней ДПММ       | 2:6  | Хоум Юнайтед               | 1:3      | 1:3      |

## 1/2 фіналу
| Команда 1                  | Заг. | Команда 2     | 1-й матч | 2-й матч |
| -------------------------- | ---- | ------------- | -------- | -------- |
| 27/30 вересня 2017         |      |               |          |          |
| Глобал                     | 4:3  | Хеган Юнайтед | 2:2      | 2:1      |
| Альбірекс Ніїгата Сінгапур | 5:2  | Хоум Юнайтед  | 3:1      | 2:1      |

## Матч за третє місце
| 26 листопада 2017 14:00 (EEST) |

| Хоум Юнайтед | 1:0      | Хеган Юнайтед |
| ------------ | -------- | ------------- |
| Асраф 21'    | Протокол |               |

| Джалан Бесар, Каланг |

## Фінал
| 25 листопада 2017 14:00 (EEST) |

| Альбірекс Ніїгата Сінгапур | 2:2 дч   | Глобал                      |
| -------------------------- | -------- | --------------------------- |
| Сано 32' Нагасакі 95'      | Протокол | Дос Сантос 48' Саленга 112' |

| Джалан Бесар, Каланг Арбітр: Мухаммад Такі Алджаафарі Бін Джахарі |

|  |     | Пенальті |
|  | 3:1 |          |